# Jon Pareles
Jon Pareles (Connecticut, 25 de octubre de 1953) es un periodista estadounidense, reconocido por su trabajo como crítico musical para The New York Times.

## Biografía
Pareles nació en Connecticut en 1953 y se graduó de la Universidad de Yale. Empezó a trabajar como crítico musical en 1977. Se vinculó profesionalmente con la revista Crawdaddy!, y en los años 1980 se convirtió en editor asociado para Rolling Stone y en el editor musical de The Village Voice. Empezó su trabajo con The New York Times en 1982, y en 1988 se convirtió en editor en jefe de la sección musical del diario.

## Obras
- Pareles, Jon; Romanowski, Patricia, eds. (1983). The Rolling Stone Encyclopedia of Rock & Roll (en inglés). Londres: Rolling Stone. ISBN 978-0-718-12400-7.